# Mimops occidentalis
Mimops occidentalis är en mångfotingart som beskrevs av Chamberlin 1914. Mimops occidentalis ingår i släktet Mimops och familjen Cryptopidae. Inga underarter finns listade i Catalogue of Life.